# دوجراي سكوت
دوجراي سكوت (بالإنجليزية: Dougray Scott)‏ (ولد 25 نوفمبر 1965) هو منتج وممثل اسكتلندي.

## روابط خارجية
- دوجراي سكوت على موقع IMDb (الإنجليزية)
- دوجراي سكوت على موقع روتن توميتوز (الإنجليزية)
- دوجراي سكوت على موقع ألو سيني (الفرنسية)
- دوجراي سكوت على موقع ميوزك برينز (الإنجليزية)
- دوجراي سكوت على موقع أول موفي (الإنجليزية)
- دوجراي سكوت على موقع قاعدة بيانات الأفلام السويدية (السويدية)
- دوجراي سكوت على موقع إن إن دي بي (الإنجليزية)
- دوجراي سكوت على موقع قاعدة بيانات الفيلم (الإنجليزية)
- دوجراي سكوت على موقع كينوبويسك (الروسية)